# Beziehungskonflikt
Ein Beziehungskonflikt (en: Relationship conflict)  ist ein Prozess der Auseinandersetzung, der auf unterschiedlichen Interessen von Individuen und sozialen Gruppierungen beruht und in unterschiedlicher Weise institutionalisiert ist und ausgetragen wird.
Der Psychologe und Theologe Karl Berkel definierte den Beziehungskonflikt folgendermaßen:

„Beziehungskonflikte entstehen, wenn eine Partei die andere verletzt, demütigt, missachtet.“

## Das Abgrenzungsprinzip
Insgesamt gibt es zwei Abgrenzungstypen, die sich folgendermaßen unterscheiden: Grenzen haben in einem System und somit auch in einer Zweierbeziehung einen wichtigen Stellenwert. Zum einen grenzen sich die Partner innerhalb der Paarbeziehung voneinander ab (Innengrenze). Zum anderen grenzt sich das Paar gegenüber anderen Personen ab (Außengrenze). Dabei zeichnen sich solche Grenzen dadurch aus, dass sie klar und durchlässig (gesunde Abgrenzung), starr (fehlende Flexibilität) oder aber diffus (unklar) sein können.
Eine gesunde Beziehung zeichnet sich somit durch eine klare Außengrenze aus. Die Beziehung der Partner zueinander hat etwas Typisches für dieses Paar, das es von anderen unterscheidet. Diese Zweierbeziehung ist von außen als solche zu erkennen. Die Partner fühlen sich als Paar und gestalten gemeinsamen Raum und Zeit. Zugleich sind die Partner auch innerhalb der Paarbeziehung klar voneinander zu unterscheiden und führen auch ein individuelles Leben, das sie gegenseitig respektieren.

## Beispiel
Beispiel für einen Beziehungskonflikt:
- Partei I appelliert an Partei II  („Tu mal“, „Mach mal“, „Hol mal“ etc.). Partei II reagiert nicht oder antwortet lapidar: „Ja gleich“; Es entsteht ein Konflikt zwischen Partei I und Partei II.